# Cleora scobina
Cleora scobina är en fjärilsart som beskrevs av Fletcher 1967. Cleora scobina ingår i släktet Cleora och familjen mätare. Inga underarter finns listade i Catalogue of Life.